# Frosinone Calcio 2022-2023
Questa voce raccoglie le informazioni riguardanti il Frosinone Calcio nelle competizioni ufficiali della stagione 2022-2023.

## Stagione
Nell'annata 2022-2023 il Frosinone disputa il campionato di Serie B dopo il nono posto nella stagione precedente. Prende parte alla Coppa Italia, dove però perde contro il Monza ai trentaduesimi. La panchina è affidata nuovamente a Fabio Grosso.
Il Frosinone si impone fin da subito come una delle squadre migliori della Serie B, occupando la prima posizione per 32 giornate su 38, mantenendo la vetta ininterrottamente a partire dalla decima giornata di campionato (in solitaria dalla undicesima) e ottenendo, con tre giornate d'anticipo, la terza promozione in Serie A nella sua storia, a quattro anni dall'ultima volta. Fra i protagonisti della cavalcata ciociara, compaiono sia talenti promettenti, fra cui Mulattieri, Caso e Moro, sia profili più esperti, fra cui Garritano, Rohdén, Lucioni e Sampirisi.
In seguito alla vittoria conseguita in casa contro la Reggina, il 1º maggio 2023 il Frosinone viene matematicamente promosso in Serie A con tre giornate di anticipo.
Il successivo 13 maggio, grazie alla vittoria casalinga per 3-2 nello scontro diretto contro il Genoa, il Frosinone si aggiudica aritmeticamente il campionato di serie B con una giornata di anticipo e la conquista della Coppa Nexus per la prima volta nella sua storia.
Il 20 maggio 2023, con la vittoria del campionato cadetto, il sindaco del capoluogo ciociaro Riccardo Mastrangeli e la sua giunta conferiscono, in una cerimonia tenutasi eccezionalmente presso lo stadio Benito Stirpe, la cittadinanza onoraria di Frosinone all'allenatore Fabio Grosso, allo staff tecnico, a tutti i giocatori della rosa e ai componenti del CdA del Club. Nella stessa sede, il presidente Maurizio Stirpe viene insignito dell’attestato di Alta Benemerenza comunale
Il successivo 24 maggio, il Consiglio Regionale del Lazio premia il presidente Maurizio Stirpe, il DS Guido Angelozzi, il direttore dell’Area Finanze Rosario Zoino, il direttore Marketing Salvatore Gualtieri, il direttore organizzativo Pietro Doronzo, mister Grosso, la squadra e lo staff.
La stagione inizia e si conclude con la toccante storia di Kalifa Kujabi, tesserato solo in primavera dopo varie vicissitudini burocratiche e, ancor prima, un'odissea personale. Kalifa infatti fugge dalla guerra civile in Gambia attraversando a piedi il deserto per oltre 7 mesi, rimane poi in un campo profughi libico e quindi con un barcone raggiunge Lampedusa. Il Frosinone vince la concorrenza del Torino, dopo una sua brillante stagione di serie D in sardegna. Sposatosi con una donna italiana, Kalifa richiede la cittadinanza, la cui concessione viene però procrastinata per 9 mesi a causa di un refuso nei suoi documenti. Solo il 30 marzo può dunque firmare il contratto con il Frosinone. Il successivo 6 maggio scende in campo nella gara Pisa-Frosinone. Il 30 maggio 2023 Kujabi riceve, insieme ai suoi compagni di squadra, la cittadinanza onoraria del comune di Frosinone.

### Record e altri dati rilevanti
La stagione 2022-2023 per il Frosinone è stata particolarmente significativa in termini di traguardi conseguiti e altri dati rilevanti, tra i quali:
- 1º posto in Serie B per la prima volta nella sua storia (con una giornata d'anticipo)
- 80 punti in Serie B, dietro solo al Benevento del 2019-20 (torneo a 20 squadre)
- Record punti ciociari in cadetteria: superati i 74 di Marino nel torneo 2016-17 a 22 squadre
- Media punti: 2,11 a giornata[8]
- Miglior attacco: 63 gol fatti[9]
- Miglior difesa: 26 gol subiti[9]
- Miglior differenza reti: +37[9]
- Media gol: 1,66 a giornata[9]
- 1° per tiri in porta (535) e totali (756)[10]

- 1° per n° assist: 43[11]
- 1° per porta inviolata: 20 turni[8]
- Minor n° di rigori a favore: 2[12]
- Minor n° di espulsioni: 0[11]
- Minor n° di parate: 78[11]
- 1º nel girone d'andata: 39 p[13]
- 1º nel girone di ritorno: 41 p[14]
- 1° rendimento in casa: 45 p[9]
- 1° rendimento esterno: 35 p[9]
- Maggior n° di vittorie: 24[15]
- Minor n° di sconfitte: 6[15]
- Miglior serie di vittorie: 6 (8ª-13ª giornata; 19ª-24ª giornata)[16]

- 1º posto per 32 turni su 38[17]
- 1º posto per 29 turni consecutivi (28 in solitaria)[18]
- 1° per n° gol di subentrati: 29[19]
- 1° per punti (22) e vittorie (6) dopo esser passati in svantaggio[20]
- 2° per età media in campo: 25,3[21]
- 2ª classificata fairplay: 93 punti[22]
- 11° monte ingaggi (su 20)[23]
- 5° per media spettatori: 11.322[24]

## Divise e sponsor
Lo sponsor ufficiale per la stagione 2022-2023 è MeglioBanca (marchio appartenente alla Banca Popolare del Frusinate), mentre lo sponsor tecnico è il marchio Zeus Sport.

## Organigramma societario
Area direttiva
- Presidente: Maurizio Stirpe
- Consigliere delegato area finanza e direttore area finanza, controllo & ticketing: Rosario Zoino
- Consigliere delegato area tecnico-operativa e direttore area tecnica: Guido Angelozzi
- Consigliere: Francesco Velletri
- Direttore area marketing, comunicazione e rapporti istituzionali: Salvatore Gualtieri
- Segreteria acquisti: Anna Fanfarillo

Area comunicazione e marketing
- Responsabile merchandising: Daniele Palladino
- Responsabile marketing, comunicazione e immagine: Federica Verrelli
- Responsabile ufficio stampa: Massimiliano Martino
- Ufficio stampa istituzionale: Giovanni Lanzi
- Responsabile eventi: Clara Papa
- Supporters Liaison Officer: Stefano Mancini
- Delegato alla sicurezza: Livio Guglietti
- Responsabile steward: Sergio Pinata

Area sportiva
- Direttore Sportivo: Guido Angelozzi
- Direttore sportivo settore giovanile: Alessandro Frara
- Segretario settore giovanile: Valentina Cretaro

Area tecnica
- Allenatore: Fabio Grosso
- Allenatore in seconda: Stefano Morrone
- Collaboratore tecnico: Mauro Carretta
- Preparatore dei portieri: Catello Senatore
- Preparatore atletico: Francesco Vaccariello
- Team Manager: Manuel Milana

Area sanitaria
- Responsabile sanitario: Andrea D'Alessandro
- Medico: Filippo Maria Rinaldi
- Recupero infortuni: Gianluca Capogna

## Rosa
Sono in corsivo i calciatori che hanno lasciato la società a stagione in corso.
| N. |                           | Ruolo | Calciatore               |
| -- | ------------------------- | ----- | ------------------------ |
| 1  | Italia (bandiera)         | P     | Leonardo Loria           |
| 2  | Gabon (bandiera)          | D     | Anthony Oyono            |
| 4  | Costa d'Avorio (bandiera) | C     | Ben Lhassine Kone        |
| 5  | Italia (bandiera)         | D     | Fabio Lucioni (capitano) |
| 6  | Gambia (bandiera)         | C     | Kalifa Kujabi            |
| 7  | Svezia (bandiera)         | C     | Marcus Rohdén            |
| 8  | Croazia (bandiera)        | C     | Karlo Lulić              |
| 9  | Italia (bandiera)         | A     | Samuele Mulattieri       |
| 10 | Italia (bandiera)         | A     | Giuseppe Caso            |
| 11 | Italia (bandiera)         | C     | Daniel Boloca            |
| 12 | Italia (bandiera)         | P     | Giuseppe Marcianò        |
| 14 | Italia (bandiera)         | C     | Francesco Gelli          |
| 16 | Italia (bandiera)         | C     | Luca Garritano           |
| 17 | Francia (bandiera)        | C     | Aliou Traoré             |
| 19 | Serbia (bandiera)         | A     | Miloš Bočić              |
| 20 | Italia (bandiera)         | D     | Luca Ravanelli           |
| 21 | Italia (bandiera)         | A     | Riccardo Ciervo          |

| N. |                    | Ruolo | Calciatore           |
| -- | ------------------ | ----- | -------------------- |
| 22 | Italia (bandiera)  | P     | Stefano Turati       |
| 23 | Albania (bandiera) | D     | Sergio Kalaj         |
| 24 | Italia (bandiera)  | A     | Luca Moro            |
| 25 | Polonia (bandiera) | D     | Przemysław Szymiński |
| 26 | Marocco (bandiera) | A     | Soufiane Bidaoui     |
| 27 | Italia (bandiera)  | A     | Alessandro Selvini   |
| 29 | Italia (bandiera)  | D     | Matteo Cotali        |
| 30 | Italia (bandiera)  | D     | Ilario Monterisi     |
| 31 | Italia (bandiera)  | D     | Mario Sampirisi      |
| 32 | Uruguay (bandiera) | A     | Jaime Báez           |
| 33 | Italia (bandiera)  | A     | Luca Matarese        |
| 36 | Italia (bandiera)  | C     | Luca Mazzitelli      |
| 41 | Italia (bandiera)  | C     | Andrea Oliveri       |
| 90 | Italia (bandiera)  | A     | Gennaro Borrelli     |
| 94 | Italia (bandiera)  | A     | Roberto Insigne      |
| 99 | Italia (bandiera)  | D     | Gianluca Frabotta    |

## Calciomercato

### Sessione estiva (dall'1/7 all'1/9)
| Acquisti | Acquisti            | Acquisti         | Acquisti                                          |
| R.       | Nome                | da               | Modalità                                          |
| -------- | ------------------- | ---------------- | ------------------------------------------------- |
| P        | Thomas Vettorel     | Carrarese        | fine prestito                                     |
| P        | Victor De Lucia     | Feralpisalò      | fine prestito                                     |
| P        | Stefano Turati      | Sassuolo         | prestito                                          |
| P        | Leonardo Loria      | Pisa             | prestito con diritto di riscatto e controriscatto |
| P        | Salvatore Di Chiara | Milan            | definitivo                                        |
| D        | Mattia Tonetto      | Monterosi Tuscia | fine prestito                                     |
| D        | Luka Koblar         | Potenza          | fine prestito                                     |
| D        | Federico Bevilacqua | Carrarese        | fine prestito                                     |
| D        | Fabio Lucioni       | Lecce            | prestito                                          |
| D        | Ilario Monterisi    | Lecce            | prestito                                          |
| D        | Daniel Macej        |                  | svincolato                                        |
| D        | Simone Ferrieri     | M.S.G. Campano   | fine prestito                                     |
| D        | Cristian Maura      | Ferentino        | fine prestito                                     |
| D        | Mario Sampirisi     | Monza            | prestito                                          |
| D        | Luca Ravanelli      | Cremonese        | prestito                                          |
| D        | Gianluca Frabotta   | Juventus         | prestito                                          |
| C        | Andrea Errico       | Monterosi Tuscia | fine prestito                                     |
| C        | Mirko Gori          | Alessandria      | fine prestito                                     |
| C        | Raffaele Maiello    | Bari             | fine prestito                                     |
| C        | Pietro Pera         | Tivoli           | fine prestito                                     |
| C        | Kalifa Kujabi       | Torres           | definitivo                                        |
| C        | Ben Lhassine Kone   | Torino           | prestito con diritto di riscatto e controriscatto |
| C        | Andrea Oliveri      | Atalanta         | prestito                                          |
| C        | Luca Mazzitelli     | Monza            | prestito con obbligo di riscatto                  |
| C        | Manuele De Min      | Montebelluna     | definitivo                                        |
| A        | Michele Volpe       | Vibonese         | fine prestito                                     |
| A        | Hide Vitalucci      | Pergolettese     | fine prestito                                     |
| A        | Piotr Parzyszek     | Pogoń Stettino   | fine prestito                                     |
| A        | Pierluca Luciani    | Monterosi Tuscia | fine prestito                                     |
| A        | Luca Matarese       | Imolese          | fine prestito                                     |
| A        | Pietro Iemmello     | Catanzaro        | fine prestito                                     |
| A        | Alexander Satariano | Pergolettese     | fine prestito                                     |
| A        | Gabriel Charpentier | Genoa            | riscatto del cartellino                           |
| A        | Luca Moro           | Sassuolo         | prestito                                          |
| A        | Riccardo Ciervo     | Sassuolo         | prestito                                          |
| A        | Giuseppe Caso       | Genoa            | definitivo                                        |
| A        | Samuele Mulattieri  | Inter            | prestito con diritto di riscatto e controriscatto |
| A        | Gennaro Borrelli    | Pescara          | prestito con obbligo di riscatto                  |
| A        | Luca Gozzo          | Crotone          | prestito con diritto di riscatto                  |
| A        | Simone Condello     | Juventus         | definitivo                                        |
| A        | Miloš Bočić         | Pescara          | prestito con diritto di riscatto                  |
| A        | Ayoub Afi           | Spezia           | definitivo                                        |
| A        | Roberto Insigne     | Benevento        | definitivo                                        |

| Cessioni | Cessioni            | Cessioni         | Cessioni                         |
| R.       | Nome                | a                | Modalità                         |
| -------- | ------------------- | ---------------- | -------------------------------- |
| P        | Federico Ravaglia   | Bologna          | fine prestito                    |
| P        | Victor De Lucia     | Virtus Entella   | definitivo                       |
| P        | Stefano Minelli     | Cesena           | definitivo                       |
| P        | Thomas Vettorel     | Monopoli         | prestito                         |
| D        | Adrian Leon Barišić | Osijek           | fine prestito                    |
| D        | Federico Gatti      | Juventus         | fine prestito                    |
| D        | Nicolò Brighenti    |                  | svincolato                       |
| D        | Francesco Zampano   |                  | svincolato                       |
| D        | Salvatore D'Elia    |                  | svincolato                       |
| D        | Luka Koblar         |                  | svincolato                       |
| D        | Milan Kremenovic    | Hebăr Pazardžik  | prestito                         |
| D        | Lukas Klitten       | Silkeborg        | prestito con diritto di riscatto |
| D        | Federico Bevilacqua | Pergolettese     | prestito                         |
| D        | Mattia Tonetto      | Feralpisalò      | definitivo                       |
| C        | Emanuele Cicerelli  | Lazio            | fine prestito                    |
| C        | Raffaele Maiello    | Bari             | riscatto del cartellino          |
| C        | Marko Bozic         | Maribor          | prestito con diritto di riscatto |
| C        | Andrea Tabanelli    |                  | svincolato                       |
| C        | Matteo Ricci        | Fatih Karagümrük | prestito con diritto di riscatto |
| C        | Alessio Tribuzzi    | Crotone          | definitivo                       |
| C        | Mirko Gori          | Triestina        | definitivo                       |
| C        | Hamza Haoudi        | Turris           | prestito                         |
| A        | Alessio Zerbin      | Napoli           | fine prestito                    |
| A        | Gabriel Charpentier | Genoa            | controriscatto del cartellino    |
| A        | Pietro Iemmello     | Catanzaro        | definitivo                       |
| A        | Michele Volpe       | Pergolettese     | prestito                         |
| A        | Andrija Novakovich  | Venezia          | definitivo                       |
| A        | Simone Stampete     | Turris           | prestito                         |
| A        | Hide Vitalucci      | Pergolettese     | definitivo                       |
| A        | Luigi Canotto       | Reggina          | prestito con obbligo di riscatto |
| A        | Pierluca Luciani    | Siena            | prestito                         |
| A        | Giacomo Manzari     | Monopoli         | prestito                         |
| A        | Camillo Ciano       | Benevento        | definitivo                       |
| A        | Piotr Parzyszek     |                  | svincolato                       |
| A        | Alexander Satariano | Balzan           | prestito                         |

### Trasferimenti dopo la sessione estiva
| Acquisti | Acquisti     | Acquisti | Acquisti   |
| R.       | Nome         | da       | Modalità   |
| -------- | ------------ | -------- | ---------- |
| C        | Aliou Traoré |          | svincolato |

### Sessione invernale (dal 2/1 al 31/1)
| Acquisti | Acquisti         | Acquisti     | Acquisti      |
| R.       | Nome             | da           | Modalità      |
| -------- | ---------------- | ------------ | ------------- |
| C        | Francesco Gelli  | AlbinoLeffe  | definitivo    |
| A        | Jaime Báez       | Cremonese    | definitivo    |
| A        | Simone Stampete  | Turris       | fine prestito |
| A        | Soufiane Bidaoui | Ascoli       | definitivo    |
| A        | Michele Volpe    | Pergolettese | fine prestito |

| Cessioni | Cessioni        | Cessioni    | Cessioni      |
| R.       | Nome            | a           | Modalità      |
| -------- | --------------- | ----------- | ------------- |
| C        | Aliou Traoré    | Göztepe     | definitivo    |
| A        | Riccardo Ciervo | Sassuolo    | fine prestito |
| A        | Simone Stampete | Recanatese  | prestito      |
| A        | Michele Volpe   | Juve Stabia | prestito      |

## Risultati

### Serie B

#### Girone di andata
| Arbitro: | Ferrieri Caputi (Livorno) |

|  |           |            |
|  | Marcatori | 34’ Rohdén |

| Arbitro: | Volpi (Arezzo) |

|                                  |           |  |
| Moro 15’ Caso 58’ Mulattieri 85’ | Marcatori |  |

| Arbitro: | Pairetto (Nichelino) |

|                |           |               |
| Forte 35’, 62’ | Marcatori | 59’ Garritano |

| Arbitro: | Massa (Imperia) |

|                         |           |  |
| Kone 22’ Mulattieri 71’ | Marcatori |  |

| Arbitro: | Ghersini (Genova) |

|               |           |  |
| Beretta 90+2’ | Marcatori |  |

| Arbitro: | Giua (Olbia) |

|                    |           |  |
| Buttaro 44’ (aut.) | Marcatori |  |

| Arbitro: | Dionisi (L'Aquila) |

|                                    |           |          |
| Tutino 45+2’ (rig.) Man 52’ (rig.) | Marcatori | 81’ Moro |

| Arbitro: | Camplone (Pescara) |

|                         |           |  |
| Caso 48’ Mazzitelli 88’ | Marcatori |  |

| Arbitro: | Minelli (Varese) |

|             |           |                                           |
| Čeryšev 42’ | Marcatori | 70’ Lucioni 85’ Mulattieri 90+4’ Borrelli |

| Arbitro: | Perenzoni (Rovereto) |

|                |           |  |
| Borrelli 90+2’ | Marcatori |  |

| Arbitro: | Zufferli (Udine) |

|            |           |                         |
| Merola 20’ | Marcatori | 27’ Moro 70’ Mulattieri |

| Arbitro: | Di Bello (Brindisi) |

|            |           |  |
| Rohdén 41’ | Marcatori |  |

| Arbitro: | Marinelli (Tivoli) |

|  |           |             |
|  | Marcatori | 71’ Insigne |

| Arbitro: | Fabbri (Ravenna) |

|                        |           |                                   |
| Rohdén 32’ Insigne 67’ | Marcatori | 14’ Luvumbo 90+7’ (rig.) Lapadula |

| Arbitro: | Fourneau (Roma) |

|            |           |                 |
| De Col 24’ | Marcatori | 90+5’ Monterisi |

| Arbitro: | Mariani (Aprilia) |

|  |           |                                          |
|  | Marcatori | 34’ Mulattieri 50’ Insigne 68’ Szymiński |

| Frosinone 11 dicembre 2022, ore 20:30 CET 17ª giornata | Frosinone          | 0 – 0 referto | Pisa | Stadio Benito Stirpe (9 684 spett.)\| Arbitro: \| Ayroldi (Molfetta) \| |
| Arbitro:                                               | Ayroldi (Molfetta) |               |      |                                                                         |

| Arbitro: | Sozza (Seregno) |

|                 |           |  |
| Guðmundsson 22’ | Marcatori |  |

| Arbitro: | Ferrieri Caputi (Livorno) |

|                                          |           |  |
| Mulattieri 38’ Insigne 54’ Garritano 72’ | Marcatori |  |

#### Girone di ritorno
| Arbitro: | Marinelli (Tivoli) |

|                      |           |               |
| Insigne 64’ Caso 68’ | Marcatori | 88’ Strizzolo |

| Arbitro: | Cosso (Reggio Calabria) |

|               |           |                               |
| Rodríguez 18’ | Marcatori | 37’ Moro 40’ Insigne 76’ Báez |

| Arbitro: | Baroni (Firenze) |

|                     |           |  |
| Borrelli 81’ (rig.) | Marcatori |  |

| Arbitro: | Manganiello (Pinerolo) |

|  |           |                         |
|  | Marcatori | 14’ Mazzitelli 29’ Caso |

| Arbitro: | Miele (Nola) |

|                                     |           |  |
| Moro 27’ Insigne 49’ Mulattieri 80’ | Marcatori |  |

| Arbitro: | Ghersini (Genova) |

|           |           |            |
| Verre 38’ | Marcatori | 76’ Boloca |

| Arbitro: | Maggioni (Lecco) |

|                                  |           |                                             |
| Caso 25’ Mulattieri 48’ Moro 71’ | Marcatori | 6’, 73’ Vázquez 21’ Ansaldi 35’ Zanimacchia |

| Arbitro: | Meraviglia (Pistoia) |

|  |           |                      |
|  | Marcatori | 25’ Lucioni 62’ Caso |

| Arbitro: | Ferrieri Caputi (Livorno) |

|                              |           |  |
| Mulattieri 15’, 50’ Caso 47’ | Marcatori |  |

| Bari 11 marzo 2023, ore 16:15 CET 29ª giornata | Bari                | 0 – 0 referto | Frosinone | Stadio San Nicola (38 553 spett.)\| Arbitro: \| Aureliano (Bologna) \| |
| Arbitro:                                       | Aureliano (Bologna) |               |           |                                                                        |

| Arbitro: | Baroni (Firenze) |

|  |           |                   |
|  | Marcatori | 90+5’ Brescianini |

| Arbitro: | Feliciani (Teramo) |

|              |           |                |
| Casasola 63’ | Marcatori | 77’ Mulattieri |

| Arbitro: | Santoro (Messina) |

|                            |           |  |
| Lucioni 41’ Mulattieri 50’ | Marcatori |  |

| Cagliari 15 aprile 2023, ore 16:15 CEST 33ª giornata | Cagliari       | 0 – 0 referto | Frosinone | Unipol Domus (16 132 spett.)\| Arbitro: \| Volpi (Arezzo) \| |
| Arbitro:                                             | Volpi (Arezzo) |               |           |                                                              |

| Frosinone 22 aprile 2023, ore 14:00 CEST 34ª giornata | Frosinone                 | 0 – 0 referto | Südtirol | Stadio Benito Stirpe (13 733 spett.)\| Arbitro: \| Ferrieri Caputi (Livorno) \| |
| Arbitro:                                              | Ferrieri Caputi (Livorno) |               |          |                                                                                 |

| Arbitro: | Prontera (Bologna) |

|                                          |           |             |
| Borrelli 31’ Insigne 42’ (rig.) Caso 57’ | Marcatori | 51’ Hernani |

| Arbitro: | Cosso (Reggio Calabria) |

|            |           |                                      |
| Gliozzi 1’ | Marcatori | 32’ (aut.) Rus 52’ Borrelli 77’ Caso |

| Arbitro: | Miele (Nola) |

|                                          |           |                              |
| Mazzitelli 29’ Boloca 45+1’ Borrelli 77’ | Marcatori | 14’ Badelj 90+2’ Gudmundsson |

| Arbitro: | Perenzoni (Rovereto) |

|                           |           |                                   |
| Favilli 30’ Partipilo 34’ | Marcatori | 6’ Garritano 75’ Lucioni 77’ Kone |

### Coppa Italia
| Arbitro: | Serra (Torino) |

|                                                  |           |                     |
| Valoti 25’ (rig.) Caprari 43’ (rig.) Gytkjær 83’ | Marcatori | 52’ Haoudi 56’ Kone |

## Statistiche

### Statistiche di squadra
Statistiche aggiornate al 19 maggio 2023.
| Competizione | Punti | In casa | In casa | In casa | In casa | In casa | In casa | In trasferta | In trasferta | In trasferta | In trasferta | In trasferta | In trasferta | Totale | Totale | Totale | Totale | Totale | Totale | DR  |
| Competizione | Punti | G       | V       | N       | P       | Gf      | Gs      | G            | V            | N            | P            | Gf           | Gs           | G      | V      | N      | P      | Gf     | Gs     | DR  |
| ------------ | ----- | ------- | ------- | ------- | ------- | ------- | ------- | ------------ | ------------ | ------------ | ------------ | ------------ | ------------ | ------ | ------ | ------ | ------ | ------ | ------ | --- |
| Serie B      | 80    | 19      | 14      | 3       | 2       | 35      | 11      | 19           | 10           | 5            | 4            | 28           | 15           | 38     | 24     | 8      | 6      | 63     | 26     | +37 |
| Coppa Italia | -     | 0       | 0       | 0       | 0       | 0       | 0       | 1            | 0            | 0            | 1            | 2            | 3            | 1      | 0      | 0      | 1      | 2      | 3      | -1  |
| Totale       | -     | 19      | 14      | 3       | 2       | 35      | 11      | 20           | 10           | 5            | 5            | 30           | 18           | 39     | 24     | 8      | 7      | 65     | 29     | +36 |

### Andamento in campionato
| Giornata  | 1 | 2 | 3 | 4 | 5 | 6 | 7 | 8 | 9 | 10 | 11 | 12 | 13 | 14 | 15 | 16 | 17 | 18 | 19 | 20 | 21 | 22 | 23 | 24 | 25 | 26 | 27 | 28 | 29 | 30 | 31 | 32 | 33 | 34 | 35 | 36 | 37 | 38 |
| --------- | - | - | - | - | - | - | - | - | - | -- | -- | -- | -- | -- | -- | -- | -- | -- | -- | -- | -- | -- | -- | -- | -- | -- | -- | -- | -- | -- | -- | -- | -- | -- | -- | -- | -- | -- |
| Luogo     | T | C | T | C | T | C | T | C | T | C  | T  | C  | T  | C  | T  | T  | C  | T  | C  | C  | T  | C  | T  | C  | T  | C  | T  | C  | T  | C  | T  | C  | T  | C  | C  | T  | C  | T  |
| Risultato | V | V | P | V | P | V | P | V | V | V  | V  | V  | V  | N  | N  | V  | N  | P  | V  | V  | V  | V  | V  | V  | N  | P  | V  | V  | N  | P  | N  | V  | N  | N  | V  | V  | V  | V  |
| Posizione | 1 | 1 | 3 | 1 | 4 | 3 | 6 | 5 | 2 | 1  | 1  | 1  | 1  | 1  | 1  | 1  | 1  | 1  | 1  | 1  | 1  | 1  | 1  | 1  | 1  | 1  | 1  | 1  | 1  | 1  | 1  | 1  | 1  | 1  | 1  | 1  | 1  | 1  |

Fonte:  CLASSIFICA SERIE B 22/23, su legab.it.
Legenda:

Luogo: C = Casa; T = Trasferta. Risultato: V = Vittoria; N = Pareggio; P = Sconfitta.

### Statistiche dei giocatori
Sono in corsivo i calciatori che hanno lasciato la società a stagione in corso.
| Giocatore     | Serie B  | Serie B | Serie B     | Serie B    | Coppa Italia | Coppa Italia | Coppa Italia | Coppa Italia | Totale   | Totale | Totale      | Totale     |
| Giocatore     | Presenze | Reti    | Ammonizioni | Espulsioni | Presenze     | Reti         | Ammonizioni  | Espulsioni   | Presenze | Reti   | Ammonizioni | Espulsioni |
| ------------- | -------- | ------- | ----------- | ---------- | ------------ | ------------ | ------------ | ------------ | -------- | ------ | ----------- | ---------- |
| L. Loria      | 1        | -2      | 0           | 0          | 0            | -0           | 0            | 0            | 1        | -2     | 0           | 0          |
| A. Oyono      | 13       | 0       | 1           | 0          | 1            | 0            | 1            | 0            | 14       | 0      | 2           | 0          |
| B.L. Kone     | 19       | 2       | 4           | 0          | 1            | 1            | 0            | 0            | 20       | 3      | 4           | 0          |
| F. Lucioni    | 31       | 4       | 7           | 0          | 1            | 0            | 0            | 0            | 32       | 4      | 7           | 0          |
| K. Kujabi     | 2        | 0       | 0           | 0          | 0            | 0            | 0            | 0            | 2        | 0      | 0           | 0          |
| M. Rohdén     | 33       | 3       | 8           | 0          | 1            | 0            | 0            | 0            | 34       | 3      | 8           | 0          |
| K. Lulić      | 20       | 0       | 2           | 0          | 1            | 0            | 1            | 0            | 21       | 0      | 3           | 0          |
| S. Mulattieri | 29       | 12      | 3           | 0          | 1            | 0            | 0            | 0            | 30       | 12     | 3           | 0          |
| G. Caso       | 35       | 9       | 5           | 0          | 1            | 0            | 0            | 0            | 36       | 9      | 5           | 0          |
| D. Boloca     | 31       | 2       | 12          | 0          | 1            | 0            | 0            | 0            | 32       | 2      | 12          | 0          |
| G. Marcianò   | 0        | -0      | 0           | 0          | 0            | -0           | 0            | 0            | 0        | -0     | 0           | 0          |
| F. Gelli      | 10       | 0       | 0           | 0          | 0            | 0            | 0            | 0            | 10       | 0      | 0           | 0          |
| H. Haoudi     | 0        | 0       | 0           | 0          | 1            | 1            | 0            | 0            | 1        | 1      | 0           | 0          |
| L. Garritano  | 34       | 3       | 4           | 0          | 1            | 0            | 0            | 0            | 35       | 3      | 4           | 0          |
| A. Traoré     | 0        | 0       | 0           | 0          | 0            | 0            | 0            | 0            | 0        | 0      | 0           | 0          |
| M. Bočić      | 12       | 0       | 1           | 0          | 1            | 0            | 0            | 0            | 13       | 0      | 1           | 0          |
| L. Ravanelli  | 24       | 0       | 4           | 0          | 0            | 0            | 0            | 0            | 24       | 0      | 4           | 0          |
| R. Ciervo     | 13       | 0       | 1           | 0          | 1            | 0            | 0            | 0            | 14       | 0      | 1           | 0          |
| S. Turati     | 37       | -24     | 2           | 0          | 1            | -3           | 0            | 0            | 38       | -27    | 2           | 0          |
| S. Kalaj      | 9        | 0       | 3           | 0          | 0            | 0            | 0            | 0            | 9        | 0      | 3           | 0          |
| L. Moro       | 34       | 6       | 2           | 0          | 1            | 0            | 0            | 0            | 35       | 6      | 2           | 0          |
| P. Szymiński  | 15       | 1       | 1           | 0          | 1            | 0            | 0            | 0            | 16       | 1      | 1           | 0          |
| S. Bidaoui    | 8        | 0       | 0           | 0          | 0            | 0            | 0            | 0            | 8        | 0      | 0           | 0          |
| A. Selvini    | 1        | 0       | 0           | 0          | 0            | 0            | 0            | 0            | 1        | 0      | 0           | 0          |
| M. Cotali     | 27       | 0       | 7           | 0          | 1            | 0            | 0            | 0            | 28       | 0      | 7           | 0          |
| I. Monterisi  | 11       | 1       | 1           | 0          | 0            | 0            | 0            | 0            | 11       | 1      | 1           | 0          |
| M. Sampirisi  | 28       | 0       | 2           | 0          | 0            | 0            | 0            | 0            | 28       | 0      | 2           | 0          |
| J. Báez       | 17       | 1       | 0           | 0          | 0            | 0            | 0            | 0            | 17       | 1      | 0           | 0          |
| L. Matarese   | 0        | 0       | 0           | 0          | 0            | 0            | 0            | 0            | 0        | 0      | 0           | 0          |
| L. Mazzitelli | 25       | 3       | 8           | 0          | 0            | 0            | 0            | 0            | 25       | 3      | 8           | 0          |
| A. Oliveri    | 8        | 0       | 1           | 0          | 0            | 0            | 0            | 0            | 8        | 0      | 1           | 0          |
| G. Borrelli   | 23       | 6       | 6           | 0          | 0            | 0            | 0            | 0            | 23       | 6      | 6           | 0          |
| R. Insigne    | 31       | 8       | 3           | 0          | 0            | 0            | 0            | 0            | 31       | 8      | 3           | 0          |
| G. Frabotta   | 22       | 0       | 5           | 0          | 0            | 0            | 0            | 0            | 22       | 0      | 5           | 0          |

## Giovanili

### Organigramma
Area direttiva
- Responsabile settore giovanile: Alessandro Frara

Area tecnica
- Allenatore Primavera: Giorgio Gorgone
- Allenatore Under-17: Cristian Daniel Ledesma
- Allenatore Under-16: Davide Mancone
- Allenatore Under-15: Alessio Mizzoni

### Piazzamenti

#### Primavera
- Campionato: 10º
- Coppa Italia: Ottavi di finale